# Kira Kosarin
Kira Nicole Kosarin (ur. 7 października 1997 w Boca Raton) – amerykańska aktorka i piosenkarka. W serialu Grzmotomocni występuje jako Phoebe Grzmotomocna.

## Życiorys
Kosarin uczęszczała do szkoły baletu Boca Ballet Theatre oraz do szkoły średniej Pine Crest School w Boca Raton. Jej rodzice występowali na Broadwayu. W roku 2011 przeprowadziła się do Los Angeles, gdzie rozpoczęła karierę aktorki telewizyjnej. Kosarin była trzykrotnie nominowana do nagrody Nickelodeon Kids’ Choice Awards (w roku 2015, 2016 i 2018) w kategorii ulubiona aktorka telewizyjna.
W 2015 roku zagrała rolę Ellie Jensen w filmie Pewien zwariowany rejs. Była to jej pierwsza rola filmowa w dorobku aktorskim.

## Filmografia
| Rok       | Tytuł                       | Rola                 | Informacje   |
| --------- | --------------------------- | -------------------- | ------------ |
| 2012      | Taniec rządzi               | Raina Kumar          | gościnnie    |
| 2013–2018 | Grzmotomocni                | Phoebe Grzmotomocna  | rola główna  |
| 2014      | Nawiedzeni                  | Phoebe Grzmotomocna  | gościnnie    |
| 2015      | Pewien zwariowany rejs      | Ellie Jensen         | rola główna  |
| 2015      | Nickelodeon’s Ho Ho Holiday | ona sama             | rola główna  |
| 2016      | Szkoła Rocka                | księżniczka Oliviana | gościnnie    |
| 2019      | Lekkie jak piórko           | Nadia                | epizodycznie |

## Nagrody i nominacje
| Rok  | Nagroda                         | Kategoria                    | Przedmiot nominacji  | Rezultat  |
| ---- | ------------------------------- | ---------------------------- | -------------------- | --------- |
| 2015 | Nickelodeon Kids’ Choice Awards | Ulubiona aktorka telewizyjna | Serial: Grzmotomocni | nominacja |
| 2016 | Nickelodeon Kids’ Choice Awards | Ulubiona aktorka telewizyjna | Serial: Grzmotomocni | nominacja |
| 2018 | Nickelodeon Kids’ Choice Awards | Ulubiona Aktorka telewizyjna | Serial: Grzmotomocni | nominacja |

Źródło.